# Volby do Říšské rady 1911
Volby do Říšské rady roku 1911 byly volby konané 13. a 21. června 1911 v Předlitavsku. Zvoleno v nich bylo 516 členů poslanecké sněmovny (dolní komory) celostátního parlamentu, Říšské rady. Šlo o historicky poslední celostátní volby v Předlitavsku před zánikem Rakouska-Uherska.

## Dobové souvislosti
V roce 1911 Předlitavsku již více než dva roky vládla vláda Richarda Bienertha. Definovala se jako úřednická, odbornická a konzervativní, třebaže měla podporu některých sil v parlamentu. Trvale se potýkala s roztříštěností a nestabilitou parlamentního života v Rakousku. V roce 1911 se vláda uchýlila k trvalejšímu obcházení parlamentu s cílem parlament vyhladovět (myšleno obrazně, protože poslanci v době, kdy parlament nezasedal, nepobírali poslanecké diety a náhrady a vláda sněmovnu opakovaně odročovala). Tato taktika ovšem nebyla úspěšná, proti vládě se postavily silné frakce, zejména Polský klub. A když kabinet nedokázal projednat v parlamentu klíčové zákony, nechal Říšskou radu rozpustit a vypsat nové volby.

## Volební účast
| Korunní země      | Počet    | Počet     | Volební účast | Volební účast |
| Korunní země      | Poslanců | Voličů    | Hlasy         | %             |
| ----------------- | -------- | --------- | ------------- | ------------- |
| Dolní Rakousy     | 64       | 700 950   | 648 883       | 92,6          |
| Horní Rakousy     | 22       | 185 113   | 172 701       | 93,3          |
| Salcbursko        | 7        | 45 566    | 41 828        | 91,8          |
| Štýrsko           | 30       | 301 570   | 195 135       | 64,7          |
| Korutany          | 10       | 77 651    | 52 670        | 67,8          |
| Kraňsko           | 12       | 99 263    | 86 600        | 87,3          |
| Terst             | 5        | 45 246    | 37 614        | 83,1          |
| Gorice a Gradiška | 6        | 56 074    | 34 289        | 61,1          |
| Istrie            | 6        | 92 694    | 51 134        | 55,2          |
| Tyrolsko          | 25       | 207 096   | 137 105       | 66,1          |
| Vorarlbersko      | 4        | 29 041    | 26 532        | 91,4          |
| Čechy             | 130      | 1 435 439 | 1 139 030     | 79,4          |
| Morava            | 49       | 548 000   | 502 382       | 91,7          |
| Slezsko           | 15       | 132 919   | 125 114       | 94,1          |
| Halič             | 106      | 1 501 282 | 1 173 237     | 73,2          |
| Bukovina          | 14       | 164 948   | 120 812       | 78,2          |
| Dalmácie          | 11       | 144 213   | 80 016        | 55,2          |
| Celkem            | 516      | 5 767 065 | 4 625 082     | 80,2          |
| Zdroj:            |          |           |               |               |

## Výsledky a dopady voleb
Volby proběhly ve dvou kolech 13. a 21. června 1911.
Výrazným prvkem voleb roku 1911 byla porážka klerikálních stran, a to jak českých tak německých. Zejména německorakouští křesťanští sociálové zaznamenali výrazné ztráty. Naopak posílili němečtí i čeští agrárníci a taky nacionalistické formace jako čeští národní sociálové. Úspěchem nebyly volby pro rakouské sociální demokraty, protože jejich někdejší jednota zanikla a jednotlivé sociálnědemokratické strany v příslušných etnických skupinách postupovaly samostatně. Kvůli propadu klerikálních stran a zejména ztrátám křesťanských sociálů pak v červnu 1911 definitivně skončila vláda Richarda Bienertha.
Ve volbách se silně projevily koalice pro druhé kolo voleb, takže některé strany sice zaznamenaly vysoký zisk hlasů, ale získaly málo mandátů, protože se proti jejich kandidátům spojili v druhém kole voliči ostatních stran.
| Národnost | Němci | Češi | Poláci | Ukrajinci | Slovinci | Italové | Chorvati a Srbové | Rumuni | sionisté | celkem |
| Mandátů   | 232   | 108  | 83     | 31        | 24       | 19      | 13                | 5      | 1        | 516    |

### Výsledky v českých zemích
| Strana                   | Strana                                                   | První kolo | První kolo | První kolo | Druhé kolo | Druhé kolo | Druhé kolo | Mandáty | Mandáty |
| Strana                   | Strana                                                   | Hlasy      | %          | Mandáty    | Hlasy      | %          | Mandáty    | Celkem  | ±       |
| ------------------------ | -------------------------------------------------------- | ---------- | ---------- | ---------- | ---------- | ---------- | ---------- | ------- | ------- |
| České strany             |                                                          |            |            |            |            |            |            |         |         |
|                          | Českoslovanská sociálně demokratická strana dělnická     | 340 122    | 19,8       | 14         | 176 868    | 19,2       | 11         | 25      | +1      |
|                          | Českoslovanská strana agrární                            | 298 230    | 17,4       | 9          | 215 360    | 23,4       | 28         | 37      | +10     |
|                          | Katolická národní a křesťansko-sociální strana na Moravě | 124 391    | 7,2        | 5          | 73 230     | 8,0        | 2          | 7       | -3      |
|                          | Česká strana národně sociální                            | 81 631     | 4,8        | 8          | 23 011     | 2,5        | 5          | 13      | +7      |
|                          | Národní strana svobodomyslná                             | 62 618     | 3,7        | 10         | 20 547     | 2,2        | 4          | 14      | -1      |
|                          | Česká křesťansko-sociální strana v království Českém     | 60 415     | 3,5        | 0          | 42 423     | 4,6        | 0          | 0       | -7      |
|                          | Lidová strana pokroková na Moravě                        | 40 173     | 2,3        | 0          | 38 982     | 4,2        | 4          | 4       | -2      |
|                          | Státoprávní pokroková strana                             | 21 476     | 1,3        | 2          | 10 975     | 1,2        | 2          | 4       | +1      |
|                          | Sociálně demokratická strana dělnická                    | 9 112      | 0,5        | 1          | –          | –          | –          | 1       | +1      |
|                          | čeští nezávislí kandidáti                                | 8 186      | 0,5        | 0          | 6 235      | 0,7        | 1          | 1       | 0       |
|                          | Česká strana pokroková                                   | 6 603      | 0,4        | 1          | –          | –          | –          | 1       | -1      |
|                          | Moravská národní strana                                  | 6 522      | 0,4        | 0          | 6 522      | 0,7        | 0          | 0       | -3      |
|                          | čeští sčítací kandidáti                                  | 3 066      | 0,2        | 0          | –          | –          | –          | 0       | 0       |
|                          | Národní strana                                           | 2 803      | 0,2        | 1          | –          | –          | –          | 1       | -1      |
|                          | Národní strana ve Slezsku                                | 1 893      | 0,1        | 0          | –          | –          | –          | 0       | -1      |
| Češi celkem              | Češi celkem                                              | 1 067 241  | 62,1       | 51         | 614 153    | 66,8       | 57         | 108     | +1      |
| Německé strany           |                                                          |            |            |            |            |            |            |         |         |
|                          | Sociálně demokratická strana dělnická                    | 228 739    | 13,3       | 10         | 106 349    | 11,6       | 0          | 10      | -11     |
|                          | Německá agrární strana                                   | 103 789    | 6,0        | 8          | 60 874     | 6,6        | 12         | 20      | +3      |
|                          | Německá radikální strana                                 | 101 347    | 5,9        | 10         | 50 552     | 5,5        | 12         | 22      | +9      |
|                          | Německá pokroková strana                                 | 62 110     | 3,6        | 11         | 8 819      | 1,0        | 3          | 14      | -2      |
|                          | Německá lidová strana                                    | 30 085     | 1,8        | 1          | 26 164     | 2,8        | 6          | 7       | -5      |
|                          | Křesťansko-sociální strana                               | 28 699     | 1,7        | 0          | 14 732     | 1,6        | 1          | 1       | 0       |
|                          | Německá dělnická strana                                  | 22 821     | 1,3        | 1          | 8 936      | 1,0        | 2          | 3       | +3      |
|                          | Všeněmecké sjednocení                                    | 17 140     | 1,0        | 1          | 10 739     | 1,2        | 2          | 3       | +1      |
|                          | němečtí nezávislí kandidáti                              | 6 759      | 0,4        | 2          | –          | –          | –          | 2       | +2      |
|                          | Svobodní socialisté                                      | 6 263      | 0,4        | 0          | 6 158      | 0,7        | 1          | 1       | -1      |
|                          | němečtí sčítací kandidáti                                | 5 886      | 0,3        | 0          | –          | –          | –          | 0       | 0       |
| Němci celkem             | Němci celkem                                             | 613 638    | 35,7       | 44         | 293 323    | 31,9       | 39         | 83      | -1      |
| Polské strany            |                                                          |            |            |            |            |            |            |         |         |
|                          | Polská sociálně demokratická strana Haliče a Slezska     | 14 378     | 0,8        | 1          | 6 059      | 0,7        | 0          | 1       | -1      |
|                          | Polská lidová strana                                     | 9 628      | 0,6        | 0          | 6 102      | 0,7        | 1          | 1       | +1      |
|                          | Polská klerikální strana                                 | 6 039      | 0,4        | 1          | –          | –          | –          | 1       | 0       |
|                          | Polská proněmecká strana                                 | 2 832      | 0,2        | 0          | –          | –          | –          | 0       | 0       |
| Poláci celkem            | Poláci celkem                                            | 32 877     | 1,9        | 2          | 12 161     | 1,3        | 1          | 3       | 0       |
| Židovské strany          |                                                          |            |            |            |            |            |            |         |         |
|                          | Židovská národní strana                                  | 72         | 0,0        | 0          | –          | –          | –          | 0       | 0       |
| Židé celkem              | Židé celkem                                              | 72         | 0,0        | 0          | –          | –          | –          | 0       | 0       |
|                          | Roztříštěné a neznámé hlasy                              | 3 435      | 0,2        | –          | 90         | 0,0        | –          | –       | –       |
| Neplatné a prázdné hlasy | Neplatné a prázdné hlasy                                 | 3 435      | 0,2        | –          | 19 220     | 2,0        | –          | –       | –       |
| Celkem                   | Celkem                                                   | 1 720 698  | 100        | 97         | 938 947    | 100        | 97         | 194     | 0       |
| Voličů v seznamu/účast   | Voličů v seznamu/účast                                   | 2 070 389  | 83,1       |            | 1 160 723  | 80,9       |            |         |         |
| Zdroj:                   |                                                          |            |            |            |            |            |            |         |         |